# Walter Sickert
Pour les articles homonymes, voir Sickert (homonymie).
Walter Richard Sickert, né le 31 mai 1860 à Munich en Bavière, et mort le 22 janvier 1942 à Bath en Angleterre, est un peintre et graveur britannique d'origine allemande qui est membre du Camden Town Group postimpressionniste au début du XXe siècle à Londres. Il a une influence importante sur les styles typiquement britanniques de l'art d'avant-garde au milieu et à la fin du XXe siècle.
Cosmopolite et excentrique, il privilégie souvent les scènes et les gens ordinaires, ainsi que les scènes urbaines, comme sujets. Son travail comprend des portraits de personnalités connues et des images dérivées de photographies de presse. Il est considéré comme une figure marquante de la transition de l'impressionnisme au modernisme.
Des décennies après sa mort, certains, dont deux romanciers, soupçonnent Sickert d'avoir été le tueur en série londonien Jack l'Éventreur, mais ces allégations sont depuis largement rejetées par la communauté scientifique.

## Biographie

### Jeunesse et début de carrière

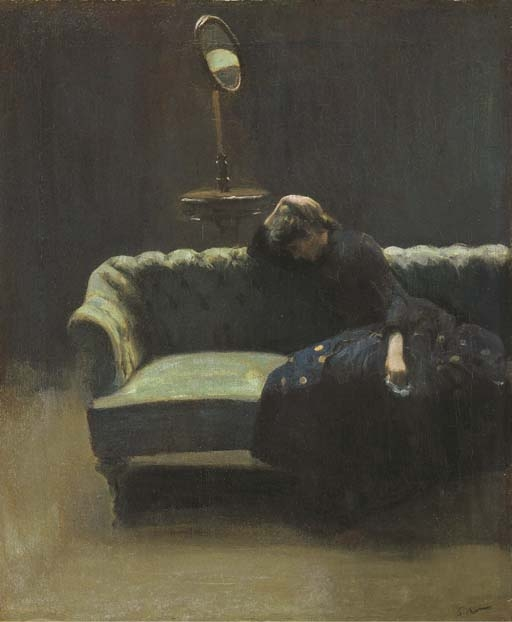
Le directeur par intérim ou la répétition : la fin de l'acte, portrait d'Helen Carte, v. 1885.

Sickert nait à Munich, en Allemagne, le 31 mai 1860. Il est le fils aîné d'Oswald Sickert, un artiste allemand et danois qui est passé par l'atelier de Thomas Couture et admire Courbet, et de sa femme anglaise, Eleanor Louisa Henry, qui est la fille illégitime de l'astronome Richard Sheepshanks et a grandi à Dieppe. En 1868, à la suite de l'annexion allemande du Schleswig-Holstein, la famille s'installe en Angleterre où l'œuvre d'Oswald a été recommandée par Freiherrin Rebecca von Kreusser à Ralph Nicholson Wornum, alors conservateur de la National Gallery. La famille finit par s'installer à Londres et obtient la nationalité britannique. Le jeune Sickert est envoyé à l'University College School de 1870 à 1871, avant d'être transféré au King's College School  de Wimbledon, où il étudie jusqu'à l'âge de 18 ans.
Bien qu'il soit fils et petit-fils de peintres, il commence d'abord une carrière d'acteur ; il fait quelques apparitions dans la compagnie de Sir Henry Irving, avant de se lancer dans l'étude de l'art en 1881. Après moins d'un an de fréquentation de la Slade School, trouvant l'enseignement médiocre, Sickert la quitte pour devenir l'élève et l'assistant pour l'eau-forte de James Abbott McNeill Whistler, le plus français des artistes américains, dont il devient le confident. Les premières peintures de Sickert sont de petites études tonales peintes alla prima d'après l'exemple de Whistler.
En 1883, il se rend à Paris et rencontre Edgar Degas, dont l'utilisation de l'espace pictural et l'accent mis sur le dessin auront une forte influence sur son œuvre : « Degas a fourni le contrepoids à Whistler, et celui qui devait finalement s'avérer le plus important pour le développement de Sickert. » Il développe une version personnelle de l'impressionnisme, privilégiant les couleurs sombres donnant des effets saisissants et surnaturels. Suivant les conseils de Degas, Sickert peint en atelier, travaillant à partir de dessins et de mémoire, d'après des croquis, pour échapper à « la tyrannie de la nature ». Degas lui inculque notamment l'idée que le dessin est essentiel.
En 1887, il présente sans succès son tableau Rehearsal. The End of the Act au Salon des XX de Bruxelles.
Sickert se concentre aussi sur les motifs de papier peint dans ses tableaux, créant des arabesques décoratives abstraites, aplanissant l'espace tri-dimensionnel. Ses peintures, comme celles de Degas représentant des danseuses et artistes de café-concert, font la connexion entre l'artificialité de l'art en lui-même et les conventions de la performance théâtrale et le décor peint. Plusieurs de ses œuvres sont exposées au New English Art Club, un groupe d'artistes influencés par le réalisme français que Sickert rejoint en 1888.
Ses premières œuvres majeures, datant de la fin des années 1880, sont des représentations de scènes de music-halls de Londres, souvent dépeintes d'un point de vue complexe et ambigu. Ainsi, les relations spatiales entre l'orchestre, le public et l'artiste deviennent confuses, de même que les gestes des figures dans l'espace ou se reflétant dans un miroir. Les gestuelles isolées des chanteurs et acteurs ne semblent se tendre vers personne en particulier, et les membres du public sont portraiturés s'étirant et contemplant des choses non visibles dans l'espace pictural. Ces thèmes de confusion et d'incommunicabilité deviendront un trait caractéristique de sa peinture. L'un des deux tableaux qu'il expose au NEAC en avril 1888, Katie Lawrence chez Gatti, qui représente une chanteuse de music-hall bien connue de l'époque, suscite une polémique« plus vive que toute autre autour d'un tableau anglais de la fin du XIXe siècle ». Ce thème pictural est ignoré jusque là en Angleterre, le music-hall y étant considéré comme un lieu de dépravation. Le rendu de Sickert est dénoncé comme laid et vulgaire, et son choix de sujet est déploré comme trop vulgaire pour l'art, car les interprètes féminines sont alors généralement considérées comme moralement apparentées aux prostituées. Le tableau annonce l'intérêt récurrent de Sickert pour les thèmes sexuellement provocateurs.
À la fin des années 1880, il passe une grande partie de son temps en France, en particulier à Envermeu et à Dieppe, où il a passé d'heureux moments avec sa mère durant sa jeunesse. Au cours de cette période, il commence à écrire des critiques d'art pour diverses publications, dont The Whirlwind de Herbert Vivian et Stuart Richard Erskine.
Avec d'autres élèves de Whistler, dont sa maîtresse Maud Flanklin et sa future épouse Beatrice Whistler ils exposent entre 1887 et 1888 à la Royal Society of British Artists. Il a gardé contact avec son ancien maître Whistler et lors d'un séjour de celui-ci a Dieppe en 1893, Whistler fait le portrait de son épouse Ellen Cobden, dans Vert et Violet.
En 1898, alors que ses œuvres se vendent mal, il décide de s'installer à Dieppe, sur les hauteurs de la ville où, pendant un temps, il vit modestement avec la poissonnière la plus en vue de la ville, mère célibataire. Il multiplie les paysages de Dieppe et de sa région. Il peint la cathédrale Saint-Jacques à toutes les heures de la journée, comme Claude Monet peignit la cathédrale de Rouen et la basilique Saint-Marc à Venise. La ville lui inspire plus de trois cents toiles. Son ami Degas vient le rejoindre en 1902. Il quitte Dieppe définitivement qu'en 1922.
Entre 1894 et 1904, Sickert effectue une série de visites à Venise pendant l'hiver, se concentrant initialement sur la topographie de la ville ; c'est lors de son dernier voyage de peinture en 1903-1904 que, forcé de demeurer à l'intérieur du fait du mauvais temps, il développe une approche distinctive du tableau à plusieurs figures qu'il explore plus avant à son retour en Grande-Bretagne. On pense que les modèles de nombreuses peintures vénitiennes, une série de nus, sont des prostituées, que Sickert aurait pu connaître en tant que client.

### 1900-1920

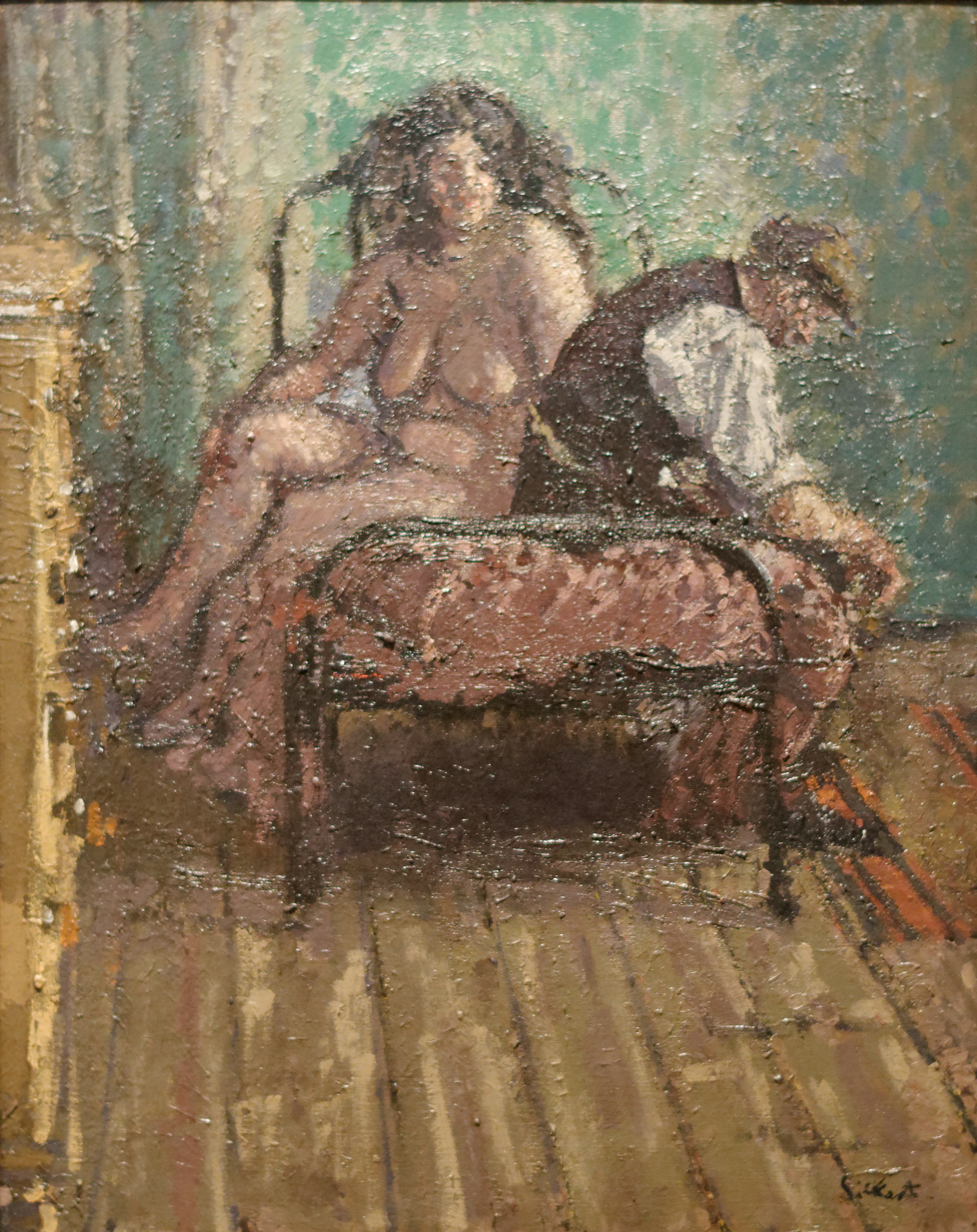
Dawn Camden Town (v 1909). Courtauld Gallery.

La fascination de Sickert pour la culture urbaine explique son acquisition d'ateliers dans les quartiers ouvriers de Londres, d'abord à Cumberland Market dans les années 1890, puis à Camden Town en 1905, quartier populaire du nord de Londres. Cet emplacement est le théâtre d'un événement qui assure la place de Sickert dans le mouvement réaliste en Grande-Bretagne : le 11 septembre 1907, Emily Dimmock, une prostituée trompant son partenaire, est assassinée chez elle à Agar Grove (alors St Paul's Road) à Camden ; après un rapport sexuel, l'homme lui a tranché la gorge pendant qu'elle dormait, puis est parti le lendemain matin. Le meurtre de Camden Town devient une source permanente de sensationnalisme lubrique dans la presse. Depuis plusieurs années, Sickert peint déjà des nus féminins lugubres sur des lits, et continue à le faire, remettant délibérément en question l'approche conventionnelle de la peinture de la vie - « Le flot moderne de représentations d'images vides dignes du nom de « nu » représente un art et une faillite intellectuelle » - donnant à quatre d'entre eux, dont un personnage masculin, le titre The Camden Town Murder (Le meurtre de Camden Town), suggérant que l'homme vient juste de tuer la femme à ses côtés, et provoquant une controverse qui porte l'attention sur son travail. Il peint plusieurs versions d'une scène dans laquelle un homme costaud se tient assis dans une pose désespérée sur un lit, une femme nue étendue à ses côtés. Ces peintures ne montrent cependant pas de violence, mais une triste prévenance, qui s'explique par le fait que trois d'entre elles sont exposées à l'origine avec des titres complètement différents, l'une étant plus justement What Shall We Do for the Rent ? (Qu'est-ce que nous devons faire pour payer le loyer ?), suggérant que l'homme s'est redressé, ayant peur de ne pas payer ses dettes, tandis que sa femme dort, et la première de la série, Summer Afternoon (Après-midi d'été). Ce jeu sur les interprétations multiples de la même scène est le développement d'un genre pictural intitulé « image problématique ».

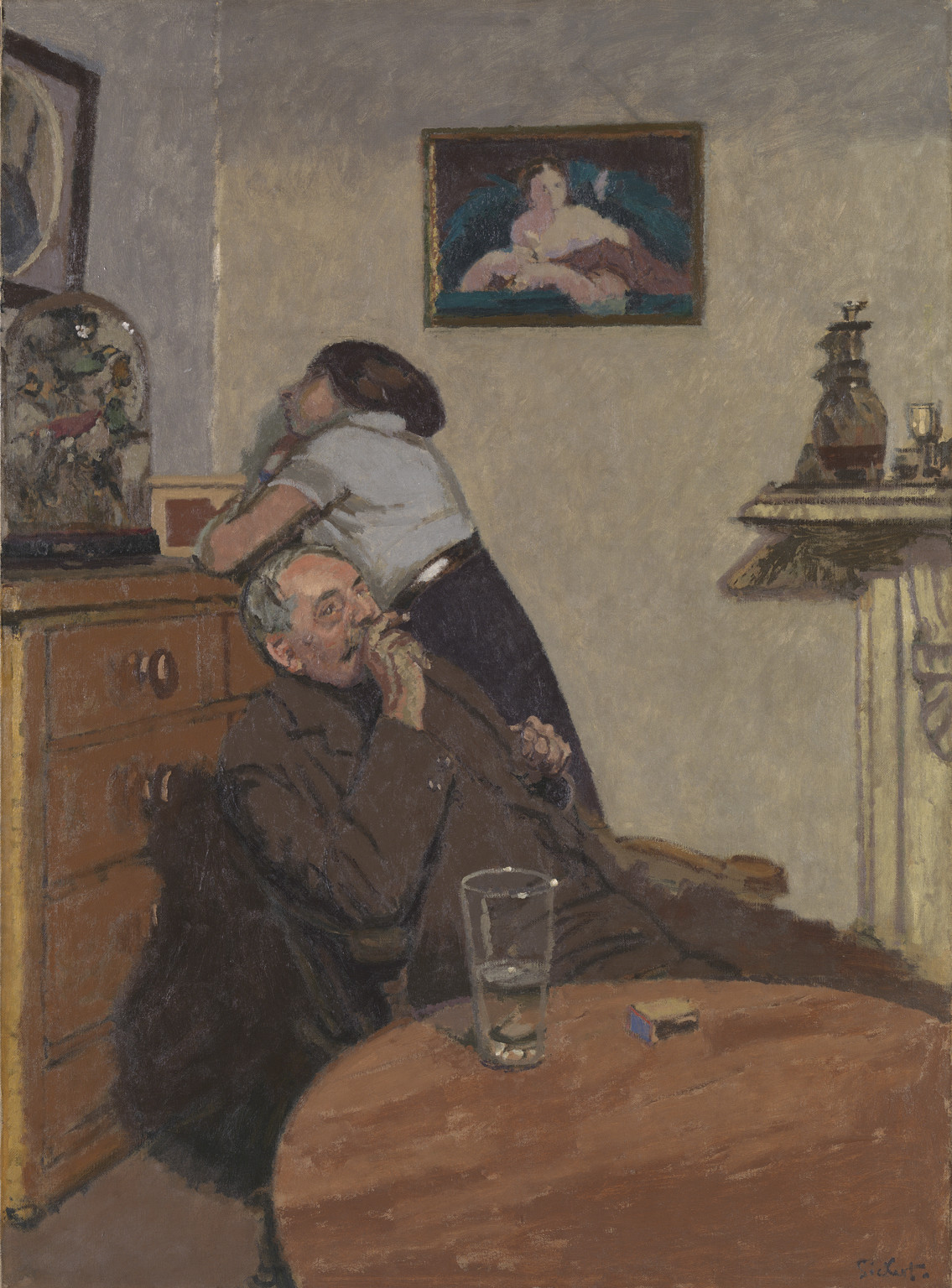
Ennui.

Alors que la manipulation picturale des œuvres inspire la comparaison avec l'impressionnisme et que le ton émotionnel suggère un récit plus proche de la scène de genre, notamment Intérieur de Degas, le réalisme documentaire des peintures de Camden Town sont sans précédent dans l'art britannique. Ces œuvres et d'autres sont peintes en impasto et dans des tonalités restreintes et proches. L'œuvre la plus connue de Sickert, Ennui (vers 1914), révèle son intérêt pour les genres narratifs victoriens. La composition, qui existe dans au moins cinq versions peintes et est également transformée en gravure, représente un couple dans un intérieur miteux qui fixe le vide, montrant l'absence de communication.
À cette époque, il peint plusieurs nus obèses, dans lesquels la chair des figures s'associe à l'épaisseur de la touche, dispositif qui plus tard sera repris par Lucian Freud.
Sickert aime échanger, palabrer, soutenir, provoquer. Juste avant la Première Guerre mondiale, il soutient des artistes d'avant-garde : Spencer Frederick Gore, Lucien Pissarro, Jacob Epstein, Augustus John et Wyndham Lewis. En mars 1911, il fonde, avec ses amis artistes, le Camden Town Group, nommé d'après le quartier de Londres où il vit. Ce groupe de peintres d'avant-garde britanniques, se réunisait de manière informelle dès 1905, mais est officiellement créé à ce moment-là. Le groupe, désireux de rompre totalement avec la peinture académique, est influencé par Van Gogh et Gauguin, et par le postimpressionnisme, mais se concentre sur des scènes de la vie urbaine, souvent terne, notamment celle des moins favorisés ; Sickert lui-même dit préférer la cuisine au salon comme décor pour ses peintures. Il va régulièrement faire le portrait de figures situées dans la frontière entre la respectabilité et la pauvreté.
En 1908, il est membre du premier comité du London Salon organisé par l'Allied Artists' Association.
De 1908 à 1912, puis de 1915 à 1918, il est un enseignant influent à la Westminster School of Art, où David Bomberg, Wendela Boreel, Mary Godwin et John Doman Turner comptent parmi ses élèves. Il fonde une école d'art privée, Rowlandson House, à Hampstead Road en 1910 qui fonctionne jusqu'en 1914 ; pendant la majeure partie de cette période, son principal soutien financier est la peintre Sylvia Gosse, une ancienne élève. Il crée également brièvement une école d'art à Manchester où Harry Rutherford figure parmi ses étudiants.
De 1900 à 1913, il expose régulièrement à Paris avec l'aide de Bernheim-Jeune et de Durand-Ruel.

### Dernières années

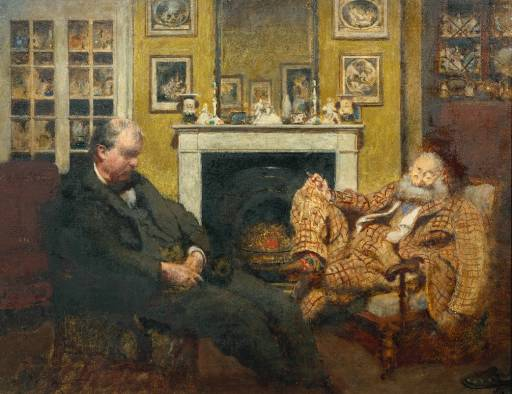
Henry Tonks, Sodales : Mr Steer et Mr Sickert (1930), localisation inconnue.

Après la mort de sa seconde épouse en 1920, Sickert revient vivre à Dieppe, où il peint des scènes de casinos et de cafés jusqu'à son retour à Londres en 1922. En 1924, il est élu associé à la Royal Academy of Arts. Il est considéré comme un représentant marginal de la transition entre l'impressionnisme et le modernisme et une influence importante du style de l'avant-garde britannique des années 1920.
En 1926, il souffre d'une maladie, considérée comme un accident vasculaire cérébral mineur. En 1927, il abandonne son prénom au profit de son deuxième prénom et choisit par la suite de se faire connaître sous le nom de Richard Sickert. Son style et son sujet changent également : il cesse de dessiner et peint plutôt à partir d'instantanés généralement pris par sa troisième épouse, Thérèse Lessore, ou à partir de photographies d'actualité. Il quadrille les photographies pour pouvoir les agrandir sur la toile, le carroyage restant visible sur les œuvres terminées, ce qui du point de vue de ses contemporains annonce une preuve du déclin de l'artiste. Ces techniques pourtant courantes à l'époque sont aussi les plus tournées vers l'avenir, et préfigurent le travail que feront plus tard des peintres comme Chuck Close et Gerhard Richter.
D'autres peintures de la période tardive de Sickert sont adaptées d'illustrations d'artistes victoriens tels que Georgie Bowers et John Gilbert, sortant les scènes hors de leur contexte et les peignant comme des affiches où la narration et l'environnement spatial se dissolvent. Il nomme ces peintures ses  « Échos anglais ».

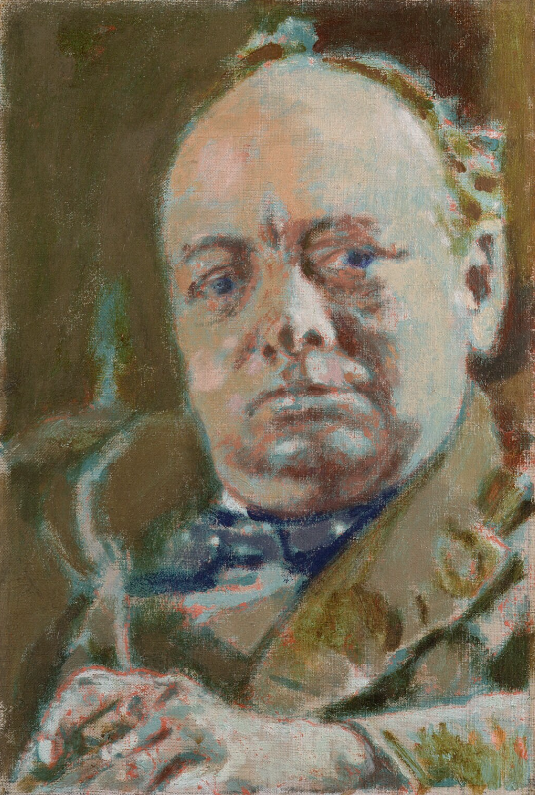
Portrait de Winston Churchill, 1927.

Sickert peint un portrait informel de Winston Churchill vers 1927. L'épouse de Churchill, Clémentine, l'a présenté à Sickert, qui est un ami de sa famille. Les deux hommes s'entendent si bien que Churchill, dont le passe-temps est la peinture, écrit à sa femme : « Il me donne vraiment un nouveau souffle en tant que peintre ».
Sickert encadre et enseigne des étudiants du East London Group et expose à leurs côtés à la Lefevre Gallery en novembre 1929.
Il est président de la Royal Society of British Artists de 1928 à 1930. Il devient académicien royal (RA) en mars 1934 mais démissionne de l'Académie le 9 mai 1935 pour protester contre le refus du président de soutenir la préservation des reliefs sculpturaux de Jacob Epstein sur le bâtiment de la British Medical Association dans le Strand, mais surtout parce qu'il craint de devenir prisonnier d'un certain académisme.
Au cours de la dernière décennie de sa vie, il dépend de plus en plus d'assistants, en particulier de sa femme, pour exécuter ses peintures.
L'un de ses amis et partisans les plus proches est le magnat de la presse Max Aitken, Lord Beaverbrook, qui accumule la plus grande collection de peintures de Sickert au monde. Cette collection, avec une correspondance privée entre Sickert et Beaverbook, est conservée à la Galerie d'art Beaverbrook à Fredericton, Nouveau-Brunswick, Canada. En plus de peindre Beaverbrook, Sickert peint des portraits de notables tels que Gwen Ffrangcon-Davies, Hugh Walpole, Valentine Browne (6e comte de Kenmare), et des représentations moins formelles d'Aubrey Beardsley, du  roi George V et de Peggy Ashcroft.
Walter Sickert décède à Bath, Somerset, en 1942, à l'âge de 81 ans. Il a passé beaucoup de temps dans la célèbre station thermale au cours de ses dernières années et nombre de ses peintures dépeignent les scènes variées de rues de Bath. Il a été marié trois fois : de 1885 jusqu'à leur divorce en 1899 avec Ellen Cobden, une fille de Richard Cobden ; de 1911 jusqu'à sa mort en 1920 à Christine Angus ; et de 1926 jusqu'à sa mort au peintre Thérèse Lessore. Il est enterré dans le cimetière de l'église Saint-Nicolas de Bathampton.
En 1960 il est élevé au rang de trésor national.
Helena Swanwick, la sœur du peintre, est une pacifiste et une féministe active du mouvement des suffragettes.

## Style

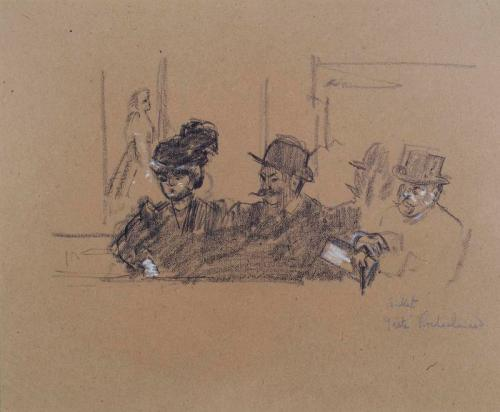
La Gaieté Rochechouart, v. 1890.

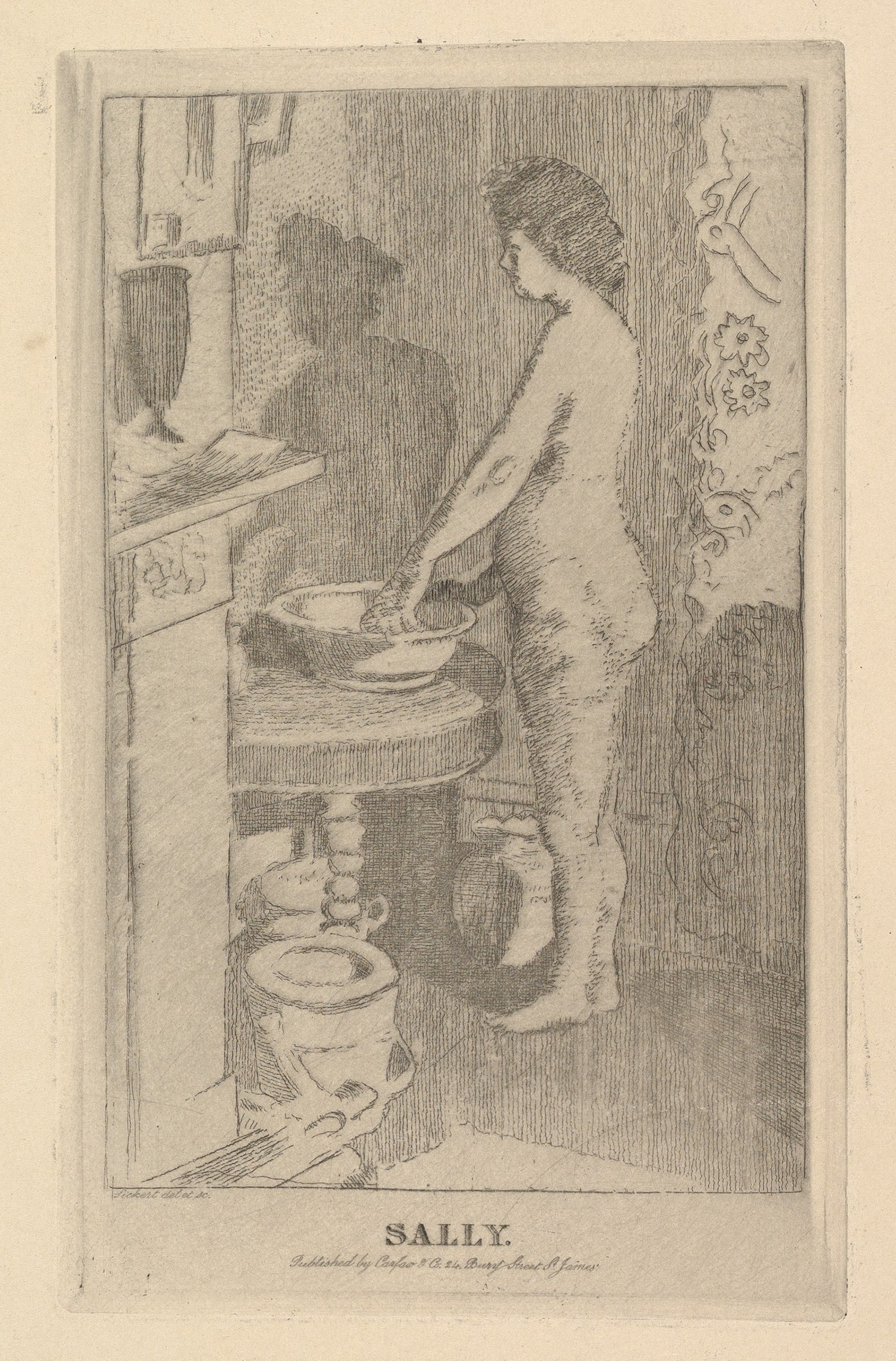
Sally (The Small Plate), v. 1911.

Pour ses premières peintures, Sickert suit la pratique de Whistler d'exécution rapide, humide sur humide, en utilisant une peinture très fluide. Il « a attaché beaucoup d'importance à ce qu'il appelait le côté « cuisine » de la peinture » que lui a enseigné Whistler, dont il retient aussi un goût pour l'énigme, la dissolution des formes dans un ensemble indéterminé. Au contact de Degas, il adopte ensuite une procédure plus délibérée de peindre ses tableaux en plusieurs étapes, selon une succession de couches qu'il laisse sécher avant de revenir sur la toile. Degas lui révèle aussi le charme de l'accident, de l'imprévu, la touche fougueuse qui anime la figure, crée dynamisme et mouvement. Il préfère peindre non pas d'après nature mais à partir de dessins ou, après le milieu des années 1920, à partir de photographies ou d'estampes populaires d'illustrateurs victoriens. Après avoir transféré le dessin sur toile à l'aide d'une grille, Sickert fait une sous-couche rapide en utilisant deux couleurs, qui sont laissées sécher complètement avant l'application des couleurs finales. Il expérimente inlassablement les détails de sa méthode, toujours dans le but, selon sa biographe Wendy Baron, de « peindre rapidement, en deux séances environ, avec le maximum d'économie et le minimum de tracas ».
Il professe souvent son dégoût pour ce qu'il appelle le caractère « bestial » de la peinture à texture épaisse. Dans un article qu'il écrit pour The Fortnightly Review en 1911, il décrit sa réaction face aux peintures de Vincent van Gogh : « J'exècre son traitement de l'instrument que j'aime, ces bandes de peinture métallisée qui accrochent la lumière comme autant de pailles teintes.. . j'ai les dents serrées ». En réponse au travail d'Alfred Wolmark, il déclare que « la peinture à l'huile épaisse est la matière la moins décorative au monde ».
Néanmoins, les peintures de Sickert de la série Camden Town Murder de la période 1906-1909 sont peintes dans un empâtement épais et une gamme de tons étroite, tout comme de nombreux autres nus obèses dans la période d'avant la Première Guerre mondiale dans laquelle la chair des personnages est liée à l'épaisseur de la peinture. L'influence de ces peintures sur les générations successives d'artistes britanniques est notée dans les œuvres de Lucian Freud, David Bomberg, Francis Bacon, Frank Auerbach, Howard Hodgkin et Leon Kossoff.
Dans les années 1910 et 1920, les tons sombres de ses premières peintures s'éclaircissent progressivement et Sickert juxtapose des tons inattendus avec une nouvelle audace dans des œuvres telles que Pierrots de Brighton (1915) et Portrait de Victor Lecourt (1921–24). Plusieurs de ses autoportraits affichent généralement un élément de jeu de rôle cohérent avec son début de carrière d'acteur : Lazarus Breaks his Fast (Lazare rompt son jeûne, vers 1927) et The Domestic Bully (L’Intimidateur national, vers 1935-1938) en sont des exemples. Les œuvres tardives de Sickert affichent sa préférence pour les toiles légèrement brossées, décrites par Helen Lessore comme « une couleur froide rapidement brossée sur une sous-couche chaude (ou vice versa) sur une toile grossière et dans une gamme restreinte permettant à la sous-couche de « sourire » à travers ».

## Sujets

### Music-hall
Sickert a tendance à peindre ses sujets en série. Il s'identifie particulièrement aux scènes d'intérieur domestiques, aux scènes de Venise, aux scènes de music-hall et de théâtre, et aux portraits. Il peint très peu de natures mortes. Pour ses sujets de music-hall, il choisit souvent des points de vue complexes et ambigus, de sorte que la relation spatiale entre le public, l'interprète et l'orchestre devient confuse, alors que des figures font des gestes dans l'espace et que d'autres se reflètent dans des miroirs. Le peintre aime déplacer son regard vers les espaces communautaires qui se moquent des classes et des convenances. Les gestes rhétoriques isolés des chanteurs et des acteurs semblent n'atteindre personne en particulier, et les membres du public sont représentés s'étirant et regardant pour voir des choses qui se trouvent au-delà de l'espace visible. Ce thème de la communication confuse ou ratée entre les personnes apparaît fréquemment dans son art. En mettant l'accent sur les motifs du papier peint et des décorations architecturales, Sickert crée des arabesques décoratives abstraites et aplatit l'espace tridimensionnel. Ses images de music-hall, comme les peintures de Degas de danseurs et d'animateurs de café-concert, relient l'artificiel de l'art lui-même aux conventions de la représentation théâtrale et des décors peints.

### Nus

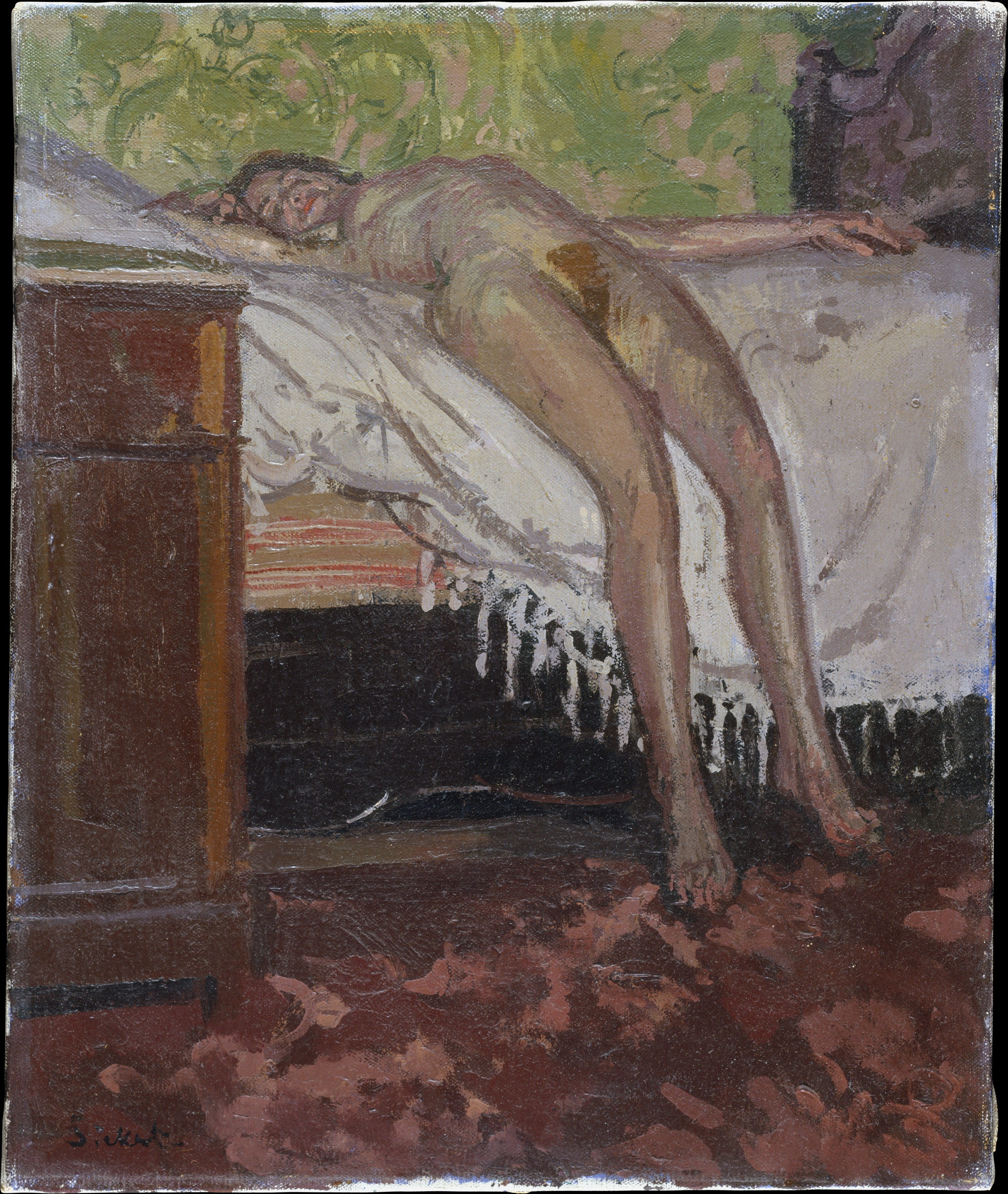
Reclining Nude (Thin Adeline), 1906.

De Degas, il reprend l'art de « regarder par le trou de la serrure » : ses nus offrent un point de vue surbaissé, qui met parfois l'œil au niveau du sexe du modèle, un côté voyeur mais désérotisé, dans ce qui est une mise en scène. Il appelle d'ailleurs son dernier atelier « mon petit théâtre ». Le corps est représenté de manière prosaïque sur les mêmes lits bon marché, dans des intérieurs pauvres loués pour l'occasion par le peintre dans le quartier de Camden Town. Sickert estime que les représentations modernes de la nudité ont atteint une telle vacuité qu'elles ne peuvent être considérées autrement que comme avilissantes. Il va ainsi à contre-courant du mouvement pour qui, au début du XXe siècle, le nu dans l'art est devenu synonyme de la figure féminine comme vision d'une perfection idéalisée.
Il accentue peu à peu le côté provocateur de ses nus, cherchant à renouveler le genre. Le réalisme et la violence que celui-ci suppose parfois, est pour lui la seule voie vers l'émotion, davantage que l'esthétisme.
Si dans ses premiers tableaux de nus, l'homme n'est pas directement visible, il est pourtant bien là. Sa position est celle du voyeur, client ou conquête. Plus tard, sous l'impulsion du meurtre de la prostituée Emily Dimmock, Sicker fait entrer un homme dans la toile ou en dévoile une partie.

### Photographie
Sickert insiste sur l'importance du sujet dans l'art, disant que « tous les plus grands dessinateurs racontent une histoire », mais il traite ses sujets d'une manière détachée. Max Kozloff écrit : « Comment ne pas trop en dire semble être devenu une préoccupation extrêmement laborieuse pour Sickert », comme en témoignent le manque de finition étudié de ses peintures et la « sobriété neurasthénique » de la couleur.
Selon le peintre Frank Auerbach, « le détachement de Sickert est devenu de plus en plus évident dans ses procédés décomplexés. Il a rendu évident son recours fréquent aux instantanés et aux photographies de presse, il a copié, utilisé et repris le travail d'autres artistes décédés et a largement utilisé les services de ses assistants qui ont joué un rôle important et croissant dans son travail. » Décomplexé vis-à-vis de son usage, Sickert rend évident l'usage de la photographie, cite le nom du photographe ou de l'illustrateur à qui est due l'image source. Lecteur assidu de la presse, dans les années 1930, il y va chercher, ainsi que dans le matériel publicitaire ou parmi les gravures victoriennes, des images qu'il utilise comme un nouveau matériau pour ses compositions. Il les sort de leur contexte, les vide de leur signification première et les détournent graphiquement : il les agrandit, les colore dans des tons très vifs, souvent les théâtralisent, pour leur donner un autre sens ; seule l'émotion qu'elles contiennent l'intéresse. Sickert est ainsi le précurseur de l'un des actes majeurs du futur pop art.

## Sickert et Jack l'Éventreur

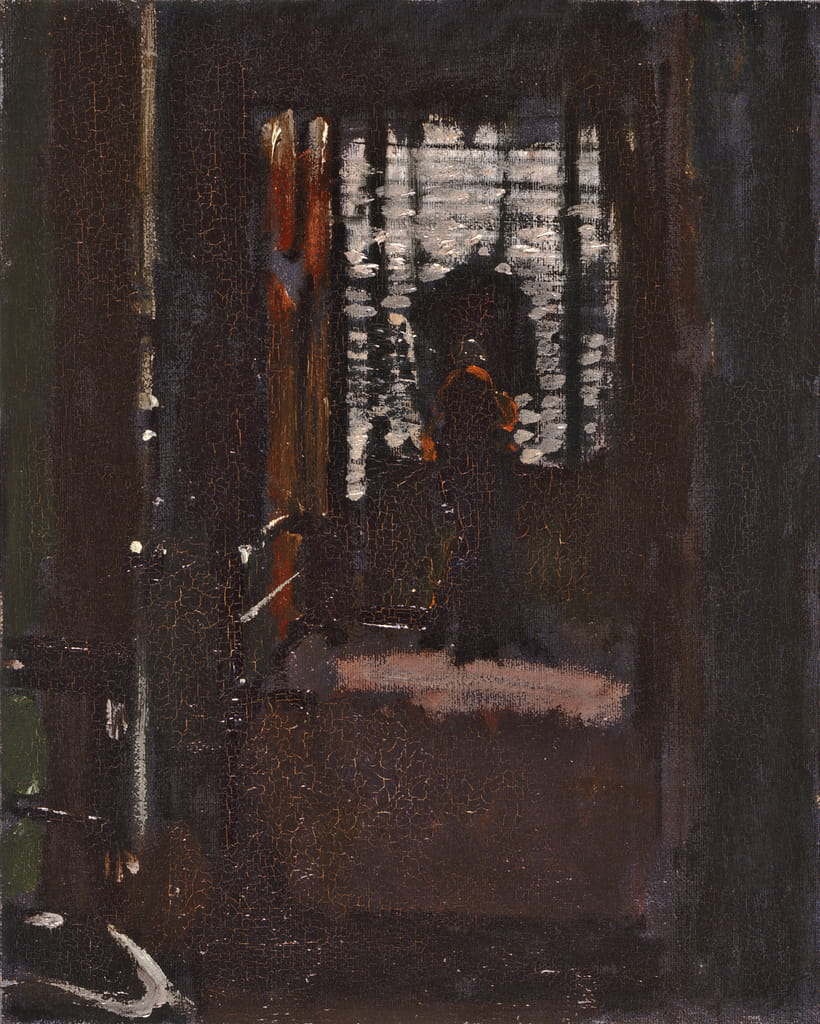
Walter Sickert, Jack the Ripper's Bedroom (vers 1907), Manchester Art Gallery.

Le nom de Sickert a été associé à celui de Jack l'Éventreur. Le peintre lui-même fut intéressé par les crimes du tueur en série et croyait avoir habité dans le même logement que lui, se basant sur les dires de sa propriétaire qui suspectait un précédent locataire qui y avait séjourné en 1881. Il peignit la chambre de ce logement, un espace sombre, menaçant, presque confus, mélancolique avec la plupart des détails obscurcis, et l'intitula Jack the Ripper's bedroom (La Chambre à coucher de Jack l'Éventreur). Le tableau, conservé à la Manchester Art Gallery, démontre un intérêt iconographique pour le sujet. Il existe des preuves solides qu'il a passé la majeure partie de 1888, l'époque des meurtres, en dehors du Royaume-Uni. Cependant, la biochronologie de l'artiste n'a pas pu être établie avec certitude et certains auteurs, dont le romancière Patricia Cornwell, soutiennent l'hypothèse selon laquelle Sickert aurait pu faire plusieurs aller-retour entre l'Angleterre et la France cette année-là.
Bien que pendant plus de 80 ans, il n'ait pas été fait mention de Sickert comme suspect dans les crimes de l'Éventreur, dans les années 1970, les auteurs ont commencé à explorer l'idée qu'il était Jack l'Éventreur ou son complice.
En 1976, le livre de Stephen Knight, Jack the Ripper: The Final Solution, prétend que Sickert a été forcé de devenir complice des meurtres de l'Éventreur. Cette hypothèse fait partie de la théorie conspirationniste selon laquelle un membre de la famille royale britannique était le tueur. Les informations de Stephen Knight proviennent de Joseph Gorman, qui prétend être le fils illégitime de Sickert. Gorman a admis plus tard que son histoire était un canular.
De 1989 à 1998, Alan Moore et Eddie Campbell publient le roman graphique From Hell, qui est basé sur la théorie de Stephen Knight,. En 1990, Jean Overton Fuller, dans son livre Sickert and the Ripper Crimes, soutient que Sickert est le tueur et non un complice.
En 2002, la romancière policière Patricia Cornwell, dans Jack l'Éventreur : affaire classée - Portrait d'un tueur, soutient à son tour la thèse de la culpabilité de Sickert,,. Cornwell a acheté 31 des peintures de Sickert, et certains dans le monde de l'art ont dit qu'elle en avait détruit une en recherchant l'ADN de Sickert, mais Cornwell nie les faits. Cornwell affirme que l'ADN mitochondrial de l'une des plus de 600 lettres de l'Éventreur envoyées à Scotland Yard et l'ADN mitochondrial d'une lettre écrite par Sickert n'appartiennent qu'à un pour cent de la population. En 2017, Cornwell publie un autre livre sur le sujet, Ripper : The Secret Life of Walter Sickert (Ripper : La vie secrète de Walter Sickert), dans lequel elle présente ce qu'elle croit être une preuve supplémentaire de la culpabilité de Sicker. En 2004, le Dictionary of National Biography, dans son article sur Sickert, rejette toute affirmation selon laquelle il est Jack l'Éventreur comme « fantasmes ». En 2005, Matthew Sturgis a inclus un long « post-scriptum » dans sa biographie substantielle de l'artiste, explorant les affirmations de Cornwell et d'autres : il commence par « Walter Sickert n'était pas Jack l'Éventreur ».
En 2019, un article dans Science, la revue de l' Association américaine pour l'avancement des sciences, déclare que l'allégation de Cornwell selon laquelle Sickert est l'Éventreur était basée sur une analyse ADN de lettres que « de nombreux experts pensent... être fausses » et qu'« une autre analyse génétique des lettres a affirmé que le meurtrier aurait pu être une femme ».

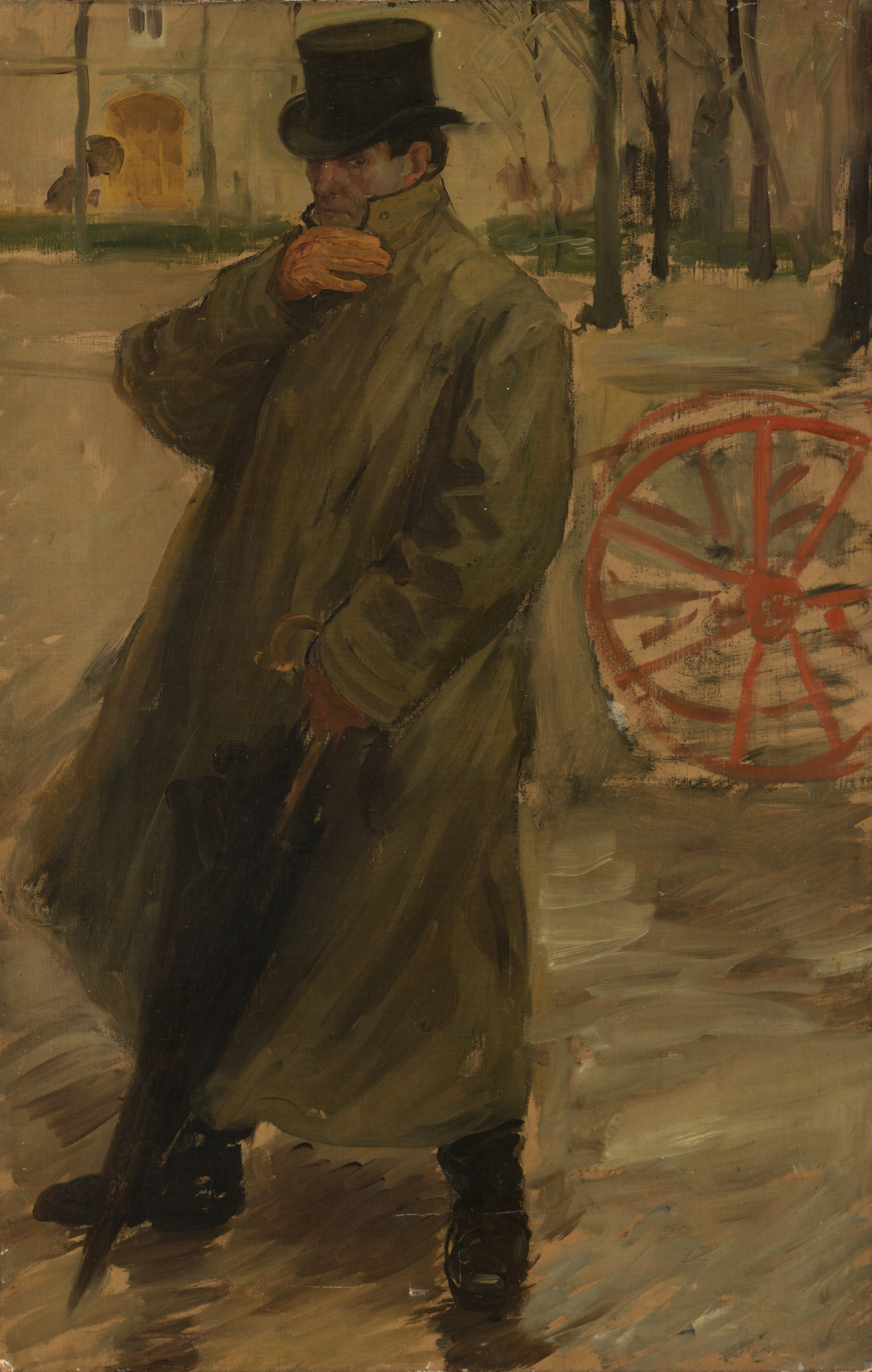
Jacques-Émile Blanche [attribution], Portrait de Walter Sickert en Jack l'Éventreur,huile sur toile, 78 x 50 cm, collection privée.

Dans un ouvrage publié aux Éditions de l'Observatoire, le galeriste Johann Naldi prétend avoir élucidé le mystère de l'identité du célèbre tueur en série britannique en retrouvant un portrait longtemps disparu qu'il attribue au peintre français Jacques-Émile Blanche,,. Sa théorie s’appuie sur l'ouvrage publié par la romancière Patricia Cornwell en 2002. Pour Johann Naldi, la découverte du tableau, qui représente un homme semblant partager les traits de Sickert, est une « confirmation par l’image de la théorie de Patricia Cornwell ». Affirmant qu'il s'agirait du seul et unique tableau d'époque représentant le meurtrier sous les traits de Walter Sickert, Johann Naldi déclare : « La très grande nouveauté dans ce dossier est qu'il ne s'agit plus seulement de dire ou de lire, il s'agit de voir, il s'agit de regarder une image et ça, c'est la première fois que cela arrive dans cette enquête ».

## Documents personnels
Les papiers personnels de Walter Sickert sont conservés au Centre d'histoire locale d'Islington. Des documents supplémentaires sont conservés dans plusieurs autres archives, en particulier aux archives de la Tate Gallery. La Walker Art Gallery de Liverpool détient la plus grande collection de ses dessins avec un total de 348.

## Postérité
La complexité de sa démarche, l'originalité de ses choix sont les principales raisons de sa faible notoriété, hormis parmi ses confrères, plusieurs musées et collectionneurs avisés. Parmi ces derniers, Alfred Hitchcock ne cachait pas que la peinture de Sickert l'avait inspiré pour certains plans de ses films.
Francis Bacon, fervent admirateur, possédait un tableau de Sickert sur les quatre qu'il avait achetés dans sa vie.

## Expositions
« Sickert à Dieppe - Portraits d'une ville » a été présentée au château de Dieppe, du 25 juin au 26 septembre 2016.
En 2021-2022, une exposition rétrospective « Sickert: A Life in Art » à la Walker Art Gallery présentait environ 100 peintures et 200 dessins de Sickert, prétendant être la plus grande rétrospective de l'œuvre de l'artiste à avoir eu lieu au Royaume-Uni depuis plus de 30 ans. Le critique d'art Jonathan Jones a noté : « Cet homme déconcertant qui est né à Munich en 1860, a émigré en Grande-Bretagne dans son enfance et est devenu l'un de nos artistes les plus grands et les plus étranges, apparaît dans cette excellente exposition comme encore plus étrange que je ne le pensais. C'est dans ce regard troublant que réside sa modernité. »
En 2022, la Tate Britain a organisé la première grande rétrospective Sickert à la Tate en plus de 60 ans, présentant plus de 150 de ses œuvres provenant de plus de 70 collections publiques et privées, et prétendant être la rétrospective la plus complète depuis près de 30 ans. L'exposition a été organisée en collaboration avec le Petit Palais, Paris, où elle est présentée du 14 octobre 2022 au 29 janvier 2023, sous le nom « Walter Sickert - Peindre et transgresser ». Jonathan Jones a observé : « Cette exposition incroyablement brillante vous emmène au-delà de la simple vérité morale ou politique. Quoi qu'il en soit, Sickert était le seul artiste britannique de son temps à pouvoir être aussi puissant que Munch, Van Gogh ou Otto Dix. »,.

### Bibliographie

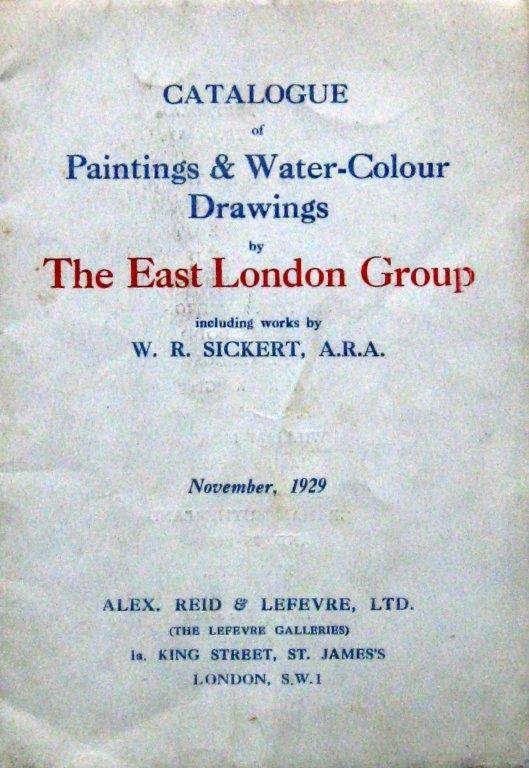
Catalogue de la Galerie Lefevre en novembre 1929.

#### En français
- Delphine Levy, Walter Sickert, Paris, Somogy Éditions d'art, 2016
- Jack Chaboud, Le Signe de détresse, Éditions Dervy, 2018
- Delphine Levy, Sickert. La Provocation et l'Énigme, Cohen&Cohen Editions, 2021
- Edouard Dor, Walter Sickert, artiste sans concession, éditions Espaces et Signes, 7 octobre 2022
- Beaux Arts Magazine, « Walter Sickert. peindre et transgresser: AU PETIT PALAIS », 12 octobre 2022
- Laurent Manuvre, Walter Sickert, points de vue, Editions Des Falaises, 14 octobre 2022
- Paris Musées, Walter Sickert - Peindre et transgresser, catalogue d'exposition au Petit Palais, 18 octobre 2022
- Virginia Woolf, Walter Sickert : une conversation, Éditions de Paris, 24 novembre 2022 (première édition : 1934)

#### En anglais
- Osbert Sitwell (éditeur), A Free House! or the artist as craftsman : Being the Writings of Walter Richard Sickert, 1947
- Richard Morphet et al., Late Sickert : Paintings 1927 to 1942, Londres, Arts Council of Great Britain, 1981  (ISBN 0-7287-0301-7)
- Richard Shone, Penelope Curtis, W R Sickert : Drawings and Paintings 1890-1942, Liverpool, Tate Gallery, 1988  (ISBN 1-85437-008-1)
- Wendy Baron, Richard Shone et al., Sickert Paintings, New Haven et Londres, Yale University Press, 1992  (ISBN 0-300-05373-8)
- TATE Publishing, Walter Sickert, avril 2022
- Wendy Baron, Sickert. London: Phaidon Press Ltd, 1973.
- Wendy Baron,The Camden Town Group, London, Scolar Press, 1979.
- Wendy Baron, The Perversity of Walter Sickert, Arts Magazine,  1980, pp. 125–29.
- Wendy Baron, Sickert: Paintings and Drawings. Yale University Press, 2006.
- Lillian Browse  ed. (1943). Sickert, avec un essai sur sa vie et des notes sur ses peintures, et avec un essai sur son art par R.H. Wilenski, London, Faber and Faber, 1943.
- Lillian Browse, Sickert, London, Rupert Hart-Davis, 1960.
- David Peters Corbett, Walter Sickert, Princeton, NJ: Princeton University Press, 2001.
- Robert Emmons, The Life and Opinions of Walter Richard Sickert, London, Faber and Faber, Ltd, 1941.
- Cathy Hartley, Gosse, (Laura) Sylvia (1881–1968). A Historical Dictionary of British Women, London and New York, Europa Publications, 2003 (rev. ed. of The Europa Biographical Dictionary of British Women, 1983).
- Charlotte Keenan McDonald, Sickert: A Life in Art. National Museums Liverpool, Walker Art Gallery, Exhibition catalog.
- Lilly, Marjorie Lilly, Sickert: The Painter and His Circle, Park Ridge, NJ: Noyes Press, 1973.
- Nicola Moorby, Walter Richard Sickert 1860–1942, artist biography, Mai 2006, dans Helena Bonett, Ysanne Holt, Jennifer Mundy (eds.), The Camden Town Group in Context, Tate, 2012
- Michael Parkin Fine Art Ltd. et The Maltzahn Gallery Ltd, The Sickert Women and the Sickert Girls: Walter Sickert with Therese Lessore, Sylvia Gosse, Wendela Boreel, Marjorie Lilly, Christiana Cutter: 18th April to 18th May 1974, London, Parkin Gallery, 1974.
- Anna Gruetzner Robins, Richard Thomson, Richard, Degas, Sickert, and Toulouse-Lautrec: London and Paris, 1870-1910, London, Tate Publishing. , 2005.
- Anna Gruetzner Robins, Walter Sickert, Art Critic for the New Age.
- Anna Gruetzner Robins, Walter Sickert: The Complete Writings on Art, New York, Oxford University Press, 2000  (ISBN 0198172257).
- Richard Shone; Penelope Curtis, W. R. Sickert: Drawings and Paintings 1890–1942, Liverpool Tate Gallery, 1988  (ISBN 1-85437-008-1).
- Richard Shone, Sickert, Oxford, Phaidon, 1988.
- Walter Sickert, Marianne Hollis, Hayward Gallery, Sainsbury Centre for Visual Arts & Wolverhampton Art Gallery, Late Sickert: Paintings 1927 to 1942, London, Arts Council of Great Britain, 1981  (ISBN 0-7287-0301-7).
- Walter Sickert (Novembre 1917), Memories of Degas, dans The Painter of Modern Life: Memories of Degas by George Moore and Walter Sickert, with an introduction by Anna Gruetzner Robins. London: Pallas Athene, 2011  (ISBN 978-1-84368-080-2).
- Walter Sickert  (21 July 1910), The naked and the Nude, New Age, 21 July 1910, pp. 276–7, dans Anna Gruetzner Robins (ed.), Walter Sickert: The Complete Writings on Art, Oxford University Press, 2000, p. 261.
- Osbert Sitwell, ed., A Free House! Or the Artist as Craftsman: Being the Writings of Walter Richard Sickert, London: Macmillan & Co, 1947.
- Mary Soames, Winston and Clementine: The Personal Letters of the Churchills, New York, Houghton Mifflin Company, 1999  (ISBN 0-618-08251-4).
- Matthew Sturgis, Walter Sickert: A Life.
- Lisa Tickner, Walter Sickert: The Camden Town Murder and Tabloid Crime, dans Lisa Tickner, Modern Life & Modern Subjects: British Art in the Early Twentieth Century, New Haven, Connecticut,: Yale University Press, 2000, pp. 11–47.
- Matthew Travers, Walter Sickert, The Theatre of Life, London, Piano Nobile.
- Robert Upstone, Modern Painters: The Camden Town Group, exhibition catalogue, Tate Britain, London, 2008  (ISBN 1-85437-781-7).
- Robert Upstone, Sickert in Venice, exhibition catalogue, Dulwich Picture Gallery, 2009  (ISBN 978-1-85759-583-3).
- Wilcox, T., Causey, A., Checketts, L., Peppiatt, M., Manchester City Art Gallery, Barbican Art Gallery, & Glasgow Art Gallery and Museum, The Pursuit of the Real: British Figurative Painting from Sickert to Bacon, London, Lund Humphries in association with Manchester City Art Galleries, 1990  (ISBN 0-85331-571-X).
- Virginia Woolf, Walter Sickert: A Conversation, 1934 ; Walter Sickert dansThe Captain's Death Bed and Other Essays, Leonard Woolf, ed., London, Hogarth Press, 1950  (ISBN 978-0-7012-0456-3).

### Fiction
- (en) « Kill Or Curare - Une nouvelle historique figurant Sickert, Wilde, Beardsley et Jack l'Éventreur à Dieppe, 1897 », sur fisheseye.com

### Radiophonie
- Un jour dans l'histoire, émission diffusée en radio sur La Première (radio belge), le lundi 11 janvier 2023
- « Walter Sickert, peintre transgressif (1860-1942) », France Culture, L'art est la matière par Jean de Loisy, le 23 octobre 2022